# Robert Rodat
Robert Rodat (New Hampshire, na região da Nova Inglaterra, 1953) é um roteirista americano. Depois que ele percebeu que o aniversário do seu filho era o mesmo da data da Batalha da Normandia (6 de junho), o inspirou a escrever um roteiro indicado ao Óscar Saving Private Ryan (1998). Ele também escreveu o roteiro de Fly Away Home com Vince McKewin (1996) e do filme The Patriot (2000). Ele também teve uma participação na concepção das histórias dos filmes 10,000 BC, de 2008, e Thor: The Dark World, de 2013.